# Christmas (álbum de Michael Bublé)
Christmas é o quinto álbum de estúdio do cantor canadense Michael Bublé, lançado a 21 de Outubro de 2011 através da 143 Records e Reprise. Na semana que terminava a 10 de Dezembro de 2011, o disco chegou à liderança da tabela musical Billboard 200 com 227 mil cópias vendidas, tornando-se o terceiro projecto do artista a chegar ao topo da lista. "Christmas" já vendeu 2 milhões e 430 mil cópias somente nos Estados Unidos.

## Faixas
| N.º | Título                                         | Compositor(es)                                            | Duração |  |
| 1.  | "It's Beginning to Look a Lot Like Christmas"  | Meredith Willson                                          | 3:26    |  |
| 2.  | "Santa Claus Is Coming to Town"                | J. Fred Coots, Haven Gillespie                            | 2:51    |  |
| 3.  | "Jingle Bells" (Featuring The Puppini Sisters) | James Lord Pierpont                                       | 2:39    |  |
| 4.  | "White Christmas" (Dueto com Shania Twain)     | Irving Berlin                                             | 3:36    |  |
| 5.  | "All I Want for Christmas Is You"              | Mariah Carey, Walter Afanasieff                           | 2:51    |  |
| 6.  | "Holly Jolly Christmas"                        | Johnny Marks                                              | 1:59    |  |
| 7.  | "Santa Baby"                                   | Joan Javits, Philip Springer, Tony Springer               | 3:51    |  |
| 8.  | "Have Yourself a Merry Little Christmas"       | Hugh Martin, Ralph Blane                                  | 3:50    |  |
| 9.  | "Christmas (Baby Please Come Home)"            | Phil Spector, Jeff Barry, Ellie Greenwich                 | 3:07    |  |
| 10. | "Silent Night"                                 | Franz Xaver Gruber, Joseph Mohr                           | 3:47    |  |
| 11. | "Blue Christmas"                               | Billy Hayes, Jay W. Johnson                               | 3:41    |  |
| 12. | "Cold December Night"                          | Michael Bublé, Alan Chang, Bob Rock                       | 3:18    |  |
| 13. | "I'll Be Home for Christmas"                   | Kim Gannon, Walter Kent, Buck Ram                         | 4:24    |  |
| 14. | "Ave Maria"                                    | Franz Schubert                                            | 4:00    |  |
| 15. | "Mis Deseos/Feliz Navidad" (Dueto com Thalía)  | Michael Bublé, Humberto Gatica, Alan Chang/José Feliciano | 4:24    |  |

| Faixas bônus da Edição Deluxe - CD |                                  |                                 |         |  |
| N.º                                | Título                           | Compositor(es)                  | Duração |  |
| 16.                                | "Michael's Christmas Greeting"   | Michael Bublé                   | 0:04    |  |
| 17.                                | "Winter Wonderland"              | Felix Bernard, Richard B. Smith | 2:29    |  |
| 18.                                | "Frosty the Snowman"             | Walter E. Rollins               | 2:40    |  |
| 19.                                | "Silver Bells" (com Naturally 7) | Jay Livingston, Ray Evans       | 3:06    |  |

| Faixas bônus da Edição Deluxe - DVD |                             |         |  |
| N.º                                 | Título                      | Duração |  |
| 13.                                 | "The Making of 'Christmas'" | 30:00   |  |